# Emerita Augusta
Emerita Augusta ali Augusta Emerita je bila rimska kolonija, ustanovljena leta 25 pr. n. št. na mestu sedanje Méride, Španija. 
Mesto je ustanovil rimski cesar Avgust, da bi tam naselil rimske legionarje, veterane kantabrijskih vojn. V teh vojnah so se vojskovale V. legija Alaudae, X. legija Gemina in morda XX. legija Valeria Victrix. Mesto je bilo prestolnica rimske province Luzitanije in eno največjih v Hispaniji. Mesto je imelo površino več kot 20 km2, tri akvadukte in dva foruma.
Mesto je stalo na stičišču več pomembnih poti. V bližini je bil prehod preko reke Guadiana. Proti zahodu je vodila rimska cesta v Felicitas Julia Olisippo (Lizbona), proti jugu v Hispalis (Sevilja), proti severozahodu proti področju  rudnikov zlata in Cordubi (Córdoba) in Toletumu (Toledo).
Arheološki sklop Mérida je eno od največjih arheoloških najdišč v Španiji in od leta 1993 na seznamu Unescove svetovne dediščine.

## Gledališče
Gledališče se je gradilo leta 16 in 15 pr. n. št. in bilo posvečeno konzulu Marku Vipsaniju Agripi. V poznem 1. stoletju ali zgodnjem 2. stoletju n. št. sta ga obnovila cesar Trajan  ali Hadrijan. Ponovno je bilo obnovljeno med letoma 330 in 340 med vladanjem cesarja Konstantina in njegovih sinov. Zgrajena je bila sprehajalna pot okoli gledališča in dodano nekaj okrasnih elementom. Z uvedbo krščanstva kot edine rimske državne vere so gledališke predstave uradno razglasili za nemoralne. Gledališče je bilo opuščeno in večina njegove površine je prekrila zemlja. Vidne so ostale le zgornje vrste sedežev (summa cavea). V španskem izročilu so bile znane kot "sedem sedežev" za katere velja, da je na njih več mavrskih kraljev sodilo in odločalo o usodi mesta.

## Amfiteater
Amfiteater je bil posvečen leta 8 pr. n. št. Služil je za prirejanje gladiatorskih iger in borb z zvermi. Arena je eliptična in obdana z več vrstami sedežev za približno 15.000 obiskovalcev. Spodnje vrste sedežev so bile rezervirane za gledalce  visokih družbenih razredov. Ohranjenih je samo nekaj spodnjih vrst, ker so po opustitvi gladiatorskih iger kamen iz gornjih vrst uporabili za gradnjo novih stavb.

## Cirkus
Cirkus v Emeriti Augusti je bil zgrajen okoli leta 20 pr. n. št. in bil v rabi kakšnih trideset let preden je bil posvečen, verjetno med vladanjem cesarja Tiberija. Cirkus je bil izven mestnega obzidja ob cesti, ki je povezovala Emeritus v  Cordubi (Córdoba) s  Toletumom (Toledo). Arena je imela obliko raztegnjene črke U z enim polkrožnim in drugim ravnim koncem. Na sredini je bila 223 m dolga in 8,5 m široka trdno zgrajena in okrašena spina. Steza je omogočala dirke vpreg z dvema ali štirimi konji. Obdana je bila z vrsto lož, nad aterimi je bilo več vrst stojišč. Cirkus z dolžino okoli 400 m in širino okoli 100 m je bil največja zgradba v mestu in je lahko sprejel približno 30.000 gledalcev, se pravi več ali manj vse prebivalce mesta. Tako kot večina cirkusov po celotnem Rimskem cesarstvu je bil tudi circus v Méridi pomanjšani različica rimskega Cirkusa Maximusa, ki je lahko sprejel okoli 150.000 gledalcev.

## Most čez Guadiano
Most bi lahko veljl za osrednjo točko mesta. Nadaljuje se z eno od glavnih arterij kolonije, Decumanus Maximus, glavno ulico v smeri vzhod-zahod, značilno za rimska naselja in kastre. 
Lokacija mosta je bila skrbno izbrana na delu reke Guadiana, kjer jo otok  deli na dva kanala. Prvotna zgradba  je bila sestavljena iz dveh odsekov lokov, povezanih z ograjeno cesto. Po poplavi leta 1603, ki je poškodovala del zgradbe, je bil ta del zamenjan z več loki. Že v rimskem času so most večkrat podaljšali in dodali vsaj pet zaporednih odsekov lokov, tako da je bil most tudi med občasnimi poplavami Guadiane prehoden. Most je dolg skupaj 792 m, zaradi česar je eden od najdaljših ohranjenih mostov iz antičnih časov.

## Akvadukt Los Milagros
Akvadukt je bil zgrajen na začetku 1. stoletja pr. n. št. Po njem je Augusta Emerita
dobivala vodo s 5 km oddaljenega jezu Proserpina. Oboki akvadukta so dokaj dobro ohranjeni, predvsem na delu čez dolino reke Albarregas.
Špansko ime Acueducto de los Milagros (slovensko Čudežni akvadukt) je dobil verjetno zato, ker po več kot 2000 letih še vedno stoji.

## Akvadukt Rabo de Buey-San Lázaro
Ta akvadukt je dovajal vodo iz potokov in podzemnih izvirov severno od mesta. Podzemni del akvadukta je zelo dobro ohranjen, nadzemni del čez dolino  Albarregas pa ne. Ohranjeni so samo trije stebri in loki v bližini cirkusa in akvadukta, ki so ga zgradili v 16. stoletju, delno z gradivom iz rimskega akvadukta.

## Dianin tempelj
Dianin tempelj je stal na mestnem forumu. Je eden od samo nekaj verskih zgradb, ohranjenih v zadovoljivem stanju. Ime Dianin tempelj, ki ga  je dobil ob odkritju, je napačno, ker je pripadal kultu cesarja. Zgrajen je bil v poznem 1. stoletju pr. n. št. ali v obdobju cesarja Avgusta. V 16. stoletju je bil del templja preurejen v palačo grofa Corbosa.
Tempelj je pravokotne oblike in obdan s stebri. Pročelje z nizom šestih stebrov  je obrnjeno proti mestnemu forumu. Zgrajen je večinoma iz granita.

## Trajanov slavolok
Trajanov slavolok je stal na kardu (Cardo Maximus), eni od dveh glavnih mestnih ulic, ki je povezovala oba mestna foruma. Zgrajen je iz granita in 
prvotno obložen z marmorjem. Visok je 13,97 m, dolg 5,70 m in širok 8,67 m. Slavolok je imel triumalno vlogo in je bil morda prehod k provincialnemu forumu. Ime je sporno, ker se spominski napis na njem že pred stoletji izgubil.

## Mitrej
Mitrej  je bil odkrit naključno v zgodnjih 60. letih dvajsetega stoletja in se ne šteje za pravi mitrej, ampak za hišo (domus). Nahaja se v južnem delu Méride. Zgrajen je iz blokov neobdelanega kamna z ojačanimi vogali kot hiša z notranjim vrtom. V njej je soba z zahodnim delom znamenitega  kozmogonskega mozaika z alegoričnimi podobami naravnih elementov (reke, vetrovi itd.), ki jih nadzira Eon. Kompleks je bil pred kratkim pokrit in obnovljen. 
Predmete iz pravega mitreja so odkrili izven Méride. Shranjeni so v Narodnem muzeju rimske umetnosti v  Méridi. V muzeju so tudi predmeti, ki so jih odkrili med izkopavanji leta 2003. Ti predmeti so v zelo dobrem stanju, zato se domneva, da so bili  "namenoma skriti".

## Kolumbarij
Kolumbarij sta pogrebni zgradbi brez strehe, del nekropole zunaj obzidja rimskega mesta. Obe sta najboljša primera pogrebnih zgradb v Emeriti. Zgrajeni sta iz neobdelanega kamna, sedeži pa so iz granita. V obeh so ohranjeni identifikacijski napisi rodbin (gens), zlasti Voconia in Iulia, ko so bile lastnice zgradb.
Okolica je bila nedavno preurejena s sprehajališče in park. V njem so na ploščah citati epikurejcev in stoikov, ostanki grobnic in drevesa, pomešani  ploščami z napisi, ki pojasnjujejo rimske pogrebne običaje. V njem sta tudi dva rimska mavzoleja. V 70.  letih so bila tukaj stanovanja revnih družin obdelovalcev kositra.
Kolumbarij je dostopen skozi mitrejsko hišo.

## Alcazaba
Trdnjava Alcazaba stoji ob rimskem mostu čez Guadiano. Zgradil jo je  Abd-er-Rahman II. leta 835 kot utrdbo, ki bi nadzirala mesto. V Meridi so se namreč od leta  805 stalno upirali arabski oblasti.  Alcazaba je bila prva arabska citadela na iberskem polotoku.
Trdnjava je kvadrat s stranicami 130 m, v kateri je bilo lahko nastanjenih veliko vojakov. V trdnjavi je čudovit neusahljiv rezervoar za pitno vodo, ki se je pod zemljo napajal iz reke Guadiana. Na vogalu Alcazabe je bil samostan vojaškega reda sv. Jakoba (Santiago), v katerem je zdaj sedež vlade avtonomne skupnosti Extremadura (šansko Junta de Extremadura). Ob rimskem mostu ja majhen prostor, imenovan Alcazarejo, iz katerega so nadzirali promet preko mosta.